# Judô nos Jogos Olímpicos de Verão de 1972
O judô nos Jogos Olímpicos de Verão de 1972 foi realizado em Munique após a modalidade ter ficado ausente dos Jogos Olímpicos da Cidade do México em 1968. Foram disputadas seis categorias, todas exclusivas para homens.

## Eventos do judô
Masculino: Até 63 kg | Até 70 kg | Até 80 kg | Até 93 kg | Acima de 93 kg | Categoria aberta

## Até 63 kg
| Pos. | País                  | Atletas              |
| ---- | --------------------- | -------------------- |
|      | Japão (JPN)           | Takao Kawaguchi      |
|      | -                     | nenhum (1)           |
|      | Coreia do Norte (PRK) | Kim Yong-Ik          |
|      | França (FRA)          | Jean-Jacques Mounier |

(1) - Bakaava Buidaa, da  Mongólia (MGL), conquistou a medalha de prata, mas foi desclassificado por doping.

## Até 70 kg
| Pos. | País                    | Atletas          |
| ---- | ----------------------- | ---------------- |
|      | Japão (JPN)             | Toyokazu Nomura  |
|      | Polônia (POL)           | Anton Zajkowski  |
|      | Alemanha Oriental (GDR) | Dietmar Hötger   |
|      | União Soviética (URS)   | Anatoliy Novikov |

## Até 80 kg
| Pos. | País                | Atletas         |
| ---- | ------------------- | --------------- |
|      | Japão (JPN)         | Shinobu Sekine  |
|      | Coreia do Sul (KOR) | Oh Seung-Lip    |
|      | França (FRA)        | Jean-Paul Coche |
|      | Grã-Bretanha (GBR)  | Brian Jacks     |

## Até 93 kg
| Pos. | País                     | Atletas            |
| ---- | ------------------------ | ------------------ |
|      | União Soviética (URS)    | Shota Chochoshvili |
|      | Grã-Bretanha (GBR)       | David Starbrook    |
|      | Alemanha Ocidental (FRG) | Paul Barth         |
|      | Brasil (BRA)             | Chiaki Ishii       |

## Acima de 93 kg
| Pos. | País                     | Atletas          |
| ---- | ------------------------ | ---------------- |
|      | Países Baixos (NED)      | Willem Ruska     |
|      | Alemanha Ocidental (FRG) | Klaus Glahn      |
|      | Japão (JPN)              | Motoki Nishimura |
|      | União Soviética (URS)    | Givi Onashvili   |

## Categoria aberta
| Pos. | País                  | Atletas              |
| ---- | --------------------- | -------------------- |
|      | Países Baixos (NED)   | Willem Ruska         |
|      | União Soviética (URS) | Vitaliy Kuznetsov    |
|      | França (FRA)          | Jean-Claude Brondani |
|      | Grã-Bretanha (GBR)    | Angelo Parisi        |

## Quadro de medalhas
| Ordem | País                   | Medalha de ouro | Medalha de prata | Medalha de bronze | Total |
| ----- | ---------------------- | --------------- | ---------------- | ----------------- | ----- |
| 1     | JPN Japão              | 3               | 0                | 1                 | 4     |
| 2     | NED Países Baixos      | 2               | 0                | 0                 | 2     |
| 3     | URS União Soviética    | 1               | 1                | 2                 | 4     |
| 4     | GBR Grã-Bretanha       | 0               | 1                | 2                 | 3     |
| 5     | FRG Alemanha Ocidental | 0               | 1                | 1                 | 2     |
| 6     | KOR Coreia do Sul      | 0               | 1                | 0                 | 1     |
| 6     | POL Polônia            | 0               | 1                | 0                 | 1     |
| 8     | FRA França             | 0               | 0                | 3                 | 3     |
| 9     | GDR Alemanha Oriental  | 0               | 0                | 1                 | 1     |
| 9     | BRA Brasil             | 0               | 0                | 1                 | 1     |
| 9     | PRK Coreia do Norte    | 0               | 0                | 1                 | 1     |